# انتشارات میشل لافون

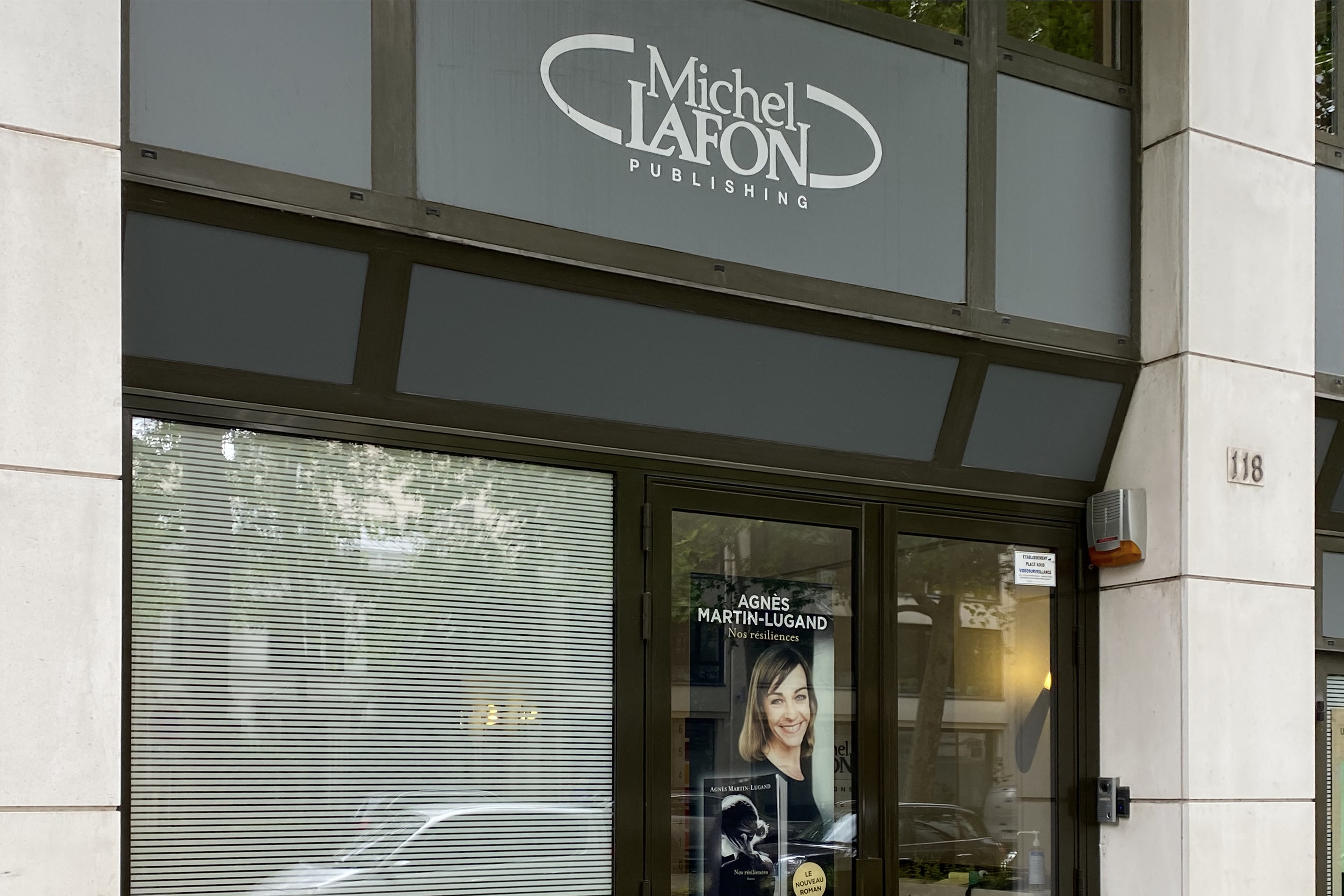
تصویر انتشارات میشل لافون

میشل لافون به (به فرانسوی: Michel Lafon) یک مرکز نشر فرانسوی مستقل است که در سال ۱۹۸۰ اولین مرکز انتشاراتی خود را بنا کرد. میشل لافون  هر سال بیش از ۱۵۰ کتاب در زمینه‌های گوناگون از جمله ادبیات فرانسه، ادبیات خارجی، و کتاب‌‌های آموزشی منتشر می‌کند. 
و یکی از مهم‌ترین مراکز نشر در فرانسه است.

## زمینه فعالیت
- رمان‌های فرانسوی
- رمان‌‌های خارجی
- رمان برای جوانان
- کتاب‌های مستند
- سرگذشت‌نامه
- کتاب‌های آموزشی

## منبع
1. ↑  http://www.michel-lafon.fr/